# Alter ego
Cet article concerne le concept psychologique. Pour les autres significations, voir Alter ego (homonymie).

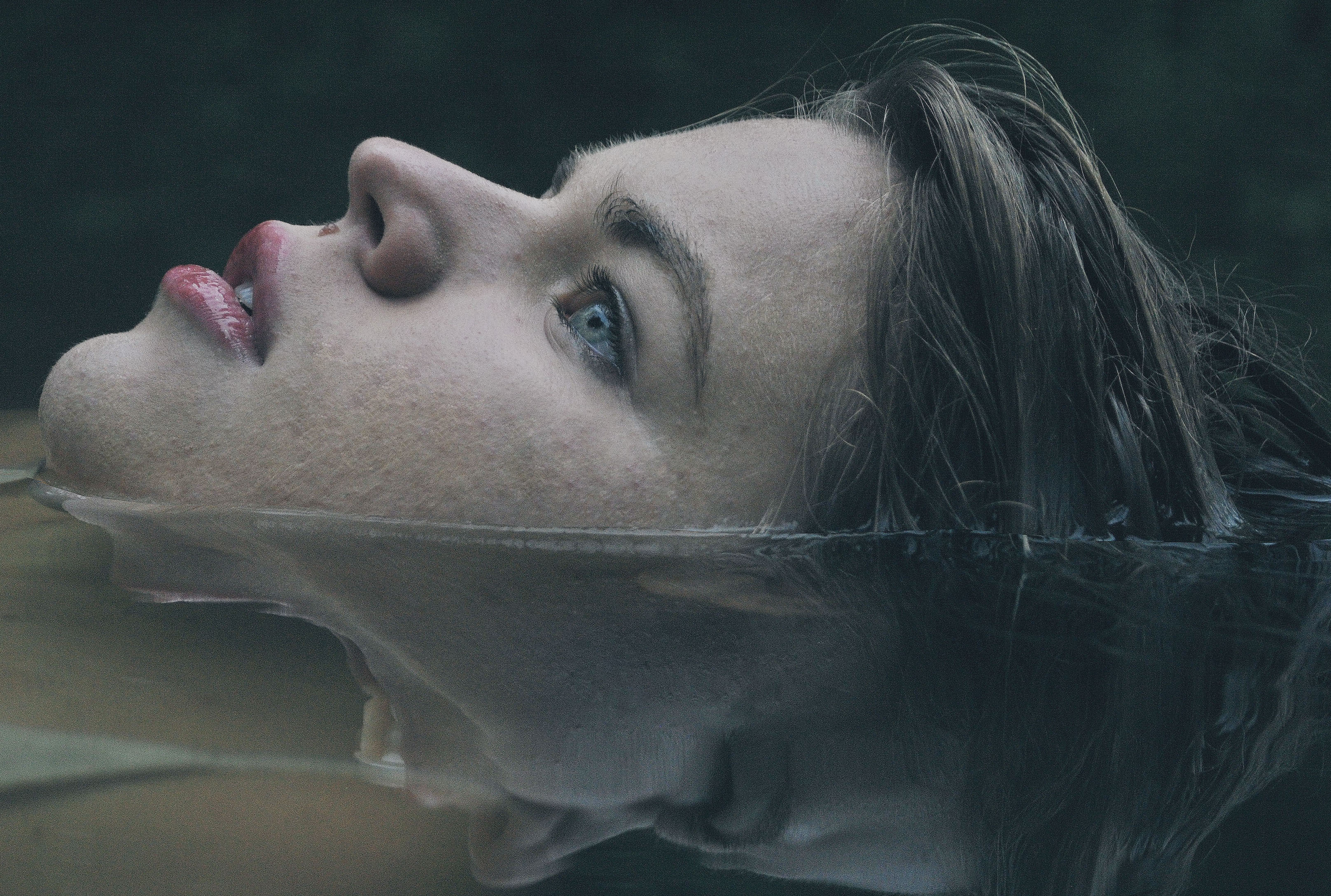
« Two Face Photo » par Ashley Campbell

Alter ego, locution latine signifiant « autre moi », désigne un second Soi-même considéré comme distinct de la personnalité normale d'une personne. Quelqu'un possédant un alter ego est ainsi désignée comme menant une double vie. Ce terme est apparu dans le langage courant au début du XIXe siècle, lorsque les psychologues se penchèrent pour la première fois sur les troubles dissociatifs de l'identité. Cicéron fut le premier à employer ce mot lors de sa construction philosophique, dans la Rome du Ier siècle, et le définit comme « un second soi, un ami digne de confiance ».
Une signification différente d'alter ego peut être trouvée dans l'analyse littéraire, dans laquelle il décrit des personnages qui sont similaires psychologiquement, ou un personnage fictif dont le comportement, le discours et les pensées représentent volontairement ceux de l'auteur. Ce terme est aussi utilisé pour désigner le meilleur ami d'un autre personnage. De la même façon, le terme alter ego peut s'appliquer au rôle joué par un acteur.
L'existence d'un « autre Soi » fut pour la première fois reconnue dans les années 1730. Anton Mesmer utilisait alors l'hypnose pour séparer l'alter ego. Ces expériences montrèrent l'existence d'un autre comportement, différenciant la personnalité de l'individu au réveil, et celle de l'individu sous hypnose. Un autre personnage était apparu dans un état alternatif de la conscience, mais dans le même corps.
Alter ego est aussi utilisé pour désigner les différents comportements que peut avoir une personne selon la situation.